# اکسل آندرسون
اَکسل آندرسون (اسپانیایی: Axel Anderson‎؛ ‏ ۱۱ دسامبر ۱۹۲۹ – ۱۶ دسامبر ۲۰۱۲) بازیگر، تهیه‌کننده تلویزیونی و مجری اهل پورتوریکو بود.
از فیلم‌ها یا برنامه‌های تلویزیونی که وی در آن نقش داشته است، می‌توان به و  موزها (انقلابی قلابی) اشاره کرد.